# 大学 (电影)
《大学》（The Great Learning) 是一部由孙虹执导，记录当代中国最高学府清华大学的一部纪录片。纪录片选取了清华大学的两位学生和两位老师作为主人公，以三年的悠悠光景，诉说了他们一生的理想，以及发生在他们身后的故事。电影于2021年7月9日于中国大陆上映。

1. ↑  . 北京青年报. 2021-07-13  [2021-07-24]. （原始内容存档于2021-07-24）.